# 大迫明伸
大迫 明伸（おおさこ あきのぶ、1960年11月27日 - ）は、日本の柔道家。8段を取得。宮崎県西諸県郡野尻町（のちの小林市）出身。身長178cm。
1988年ソウルオリンピック（男子86kg級）銅メダリストで、のちに全日本柔道連盟強化コーチを務める。

## 経歴

### 23歳で強化選手入り
宮崎県中央部に位置する西諸県郡野尻町で、 農林業を営む大迫家5人姉兄の末っ子として生まれる。柔道は、地元の紙屋中学校時代に始めた。中学時代は無名選手だったが、県立宮崎商業高校の藤井猪徳監督（当時）に誘われ、1976年に同校へ入学。高校時代は藤井の家に下宿しながら3年間を過ごし、高校3年次にはインターハイの団体戦でベスト8に入る。
1979年に天理大学へ進学すると、2年次よりレギュラーとして活躍し、この間に同大学は全日本学生優勝大会において、1980年3位、81年優勝、82年準優勝という好成績を収めている。1983年春、同大学を卒業。
大学卒業後は旭化成に籍を置き、23歳にして初めて強化選手入り。大会でも、得意技の背負投を武器に講道館杯や全日本実業選手権等で活躍し、徐々に頭角を現す。
1985年には体重無差別の全日本選手権に初出場を果たすと、緒戦で中国地区代表の板本健三を破り、続く2回戦で当時199連勝中の山下泰裕と対戦。試合は敗れたものの、試合中に山下を背負落で宙に浮かせ、会場を沸かせた。

### 失われた背負投
山下との善戦を終えた大迫は、選手権後には次の目標に五輪を据えると、国際大会での実績を積むために北朝鮮での国際大会に出場した。86kg級で準優勝に甘んじたため無差別級にもエントリーした大迫だが、決勝戦で身長2mを超す北朝鮮代表選手の腋固で左肘を脱臼。これにより、背負投型の選手にとって最も大事な釣り手を、大迫は使えなくなってしまった。
スポーツ外科という分野が未熟だった当時、「治る確率は五分五分」と言われた手術を受けるかどうか、大迫は悩んでいた。医者から「成功しても1年間は柔道をできない」と告げられたため、年齢的に後のない大迫は、手術をせずに手負いの状態で柔道を続ける決断をする。これは即ち、十八番の背負投を捨てる事を意味していた。
再起のため背負投に変わる得意技として一本背負投を磨くが、肘の痛みと戦いながらの稽古は熾烈を極めた。いつ癒えるとも判らない肘の故障に加え、時を同じくして腰椎分離症も併発した大迫は、国際大会に出場しても鳴かず飛ばずの成績が続き、1987年の世界選手権の選考会で3位に終わった後に、旭化成柔道部の監督に引退を相談した。
監督の説得もあり一旦は引退を思い止まったものの、その後すぐに全柔連の強化選手から外され一気に脱力。この時の心境を大迫は「何もかも終わりだと思った」と述懐する。

### 復活と念願の五輪出場
九州代表として臨む1988年の全日本選手権、この大会を最後に引退する事を決めていた大迫は、妻や実父を東京の日本武道館に呼び寄せた。不運にも下痢に悩まされながら臨んだ大会ではあったが、初戦で若手のホープ・吉田秀彦を、2回戦で前年の世界選手権無差別級王者・小川直也を、3回戦ではベテランの日蔭暢年を破り、ベスト4に進出。準決勝戦では正木嘉美の小外掛で宙を舞うも、この大会の3位入賞という実績が認められ、再び強化選手に指定された。
この大会について大迫は「体調が最悪だったにも拘らず活躍できたのは、“全国の人に俺の最後を見届けて欲しい”と開き直れたから」と振り返る。
現役続行を決めた大迫は直後の全日本体重別選手権で優勝し、同年9月開催の1988年ソウルオリンピックへの切符を手にした。同大会では準決勝戦でオーストリアのペーター・ザイゼンバッハーに敗れたが、3位決定戦で前年の世界王者であるフランスのファビアン・カヌーを僅差で退け、銅メダルを獲得。
また、翌89年の全日本体重別選手権で連覇を達成すると、ベオグラードの世界選手権でも日本代表に選出された。しかし世界選手権では敗者復活戦の1回戦で敗退し、メダルには届かなかった。
1990年、旭化成のメンバーとして出場した団体戦で日本一に輝き、直後に現役を引退。この時30歳であった。

### 競技者から指導者へ
引退後は、旭化成のコーチに就任。2005年から2008年までは旭化成アミダスに所属。また、全柔連においてもジュニアヘッドコーチ、専任コーチ等を歴任し、現在はシニア強化コーチを担当。この間に井上康生らを担当した。
自身のコーチ就任当初の失敗経験を通し、指導者として“選手と同じ目線に立った指導”を心掛けている。
2012年ロンドンオリンピックでは審判員を務めた。2016年リオデジャネイロオリンピックでも審判員に選出された。2017年にIJFは審判間で意見が食い違う微妙なジャッジとなった際に最終判断を下すスーパーバイザーの役職を設けたが、その任を受けた5人のうちの1人となった。

## 主な戦績
- 1984年 - 講道館杯 3位
- 1985年 - 講道館杯 3位
- 1986年 - フランス国際 2位
- 1986年 - アメリカ国際 3位
- 1987年 - 講道館杯 2位
- 1988年 - 講道館杯 3位
- 1988年 - 選抜体重別 優勝
- 1988年 - ソウルオリンピック 3位
- 1989年 - 講道館杯 2位
- 1989年 - 選抜体重別 優勝